# 強烈熱帶風暴馬力斯 (2012年)
強烈熱帶風暴馬力斯（英語：Severe Tropical Storm Maliksi，國際編號：1219，聯合颱風警報中心：WP202012）為2012年太平洋颱風季第十九個被命名的風暴。「馬力斯」（Maliksi）一名由菲律賓提供，意思是快速。本名稱為第一次使用，取代2006年在菲律賓、台灣以及中國南部造成重大災情強烈熱帶風暴碧利斯。。

## 發展過程
2012年9月27日上午，一個熱帶擾動在密克羅尼西亞聯邦楚克東北海面上形成。
9月28日下午2時，聯合颱風警報中心評為LOW。
9月29日下午2時，聯合颱風警報中心升為MEDIUM。同日下午9時30分，日本氣象廳升為熱帶低氣壓並發出烈風警報。
9月30日上午10時，聯合颱風警報中心發布熱帶氣旋形成警報。同日下午10時半，聯合颱風警報中心升為熱帶低氣壓。
10月1日下午3時20分，日本氣象廳升格為熱帶風暴。
10月2日上午2時，聯合颱風警報中心升為熱帶風暴。
10月3日上午5時45分，日本氣象廳升格為強烈熱帶風暴。
10月4日上午5時，聯合颱風警報中心發出最後的警報，指馬力斯將於12小時後轉化為溫帶氣旋。同日下午2時50分，日本氣象廳指馬力斯已轉化為溫帶氣旋，並繼續發布暴風警報（Storm Warning）。

## 影響

### 日本
2012年10月3日下午5時，馬力斯在日本父島附近海域掠過。下午4時48分測得最低氣壓983.9百帕。10月4日清晨最接近伊豆群島，下午5時在八丈島以東約380公里。八丈島於上午2時20分測得最低氣壓993.7百帕，由於其烈風集中於東北象限，早於10月3日下午9時40分測得最大風速19米/秒，9時58分測得最大陣風30.5米/秒。

## 外部連結
- （日語）http://www.jma.go.jp/ （页面存档备份，存于） 日本氣象廳首頁
- （英文）http://www.usno.navy.mil/JTWC/ （页面存档备份，存于） 聯合颱風警報中心首頁
- （简体中文）https://web.archive.org/web/20120928121548/http://www.nmc.gov.cn/ 中央氣象台首頁
- （繁體中文）http://www.cwb.gov.tw/ （页面存档备份，存于） 中央氣象局首頁
- （繁體中文）http://www.hko.gov.hk/ （页面存档备份，存于） 香港天文台首頁
- （繁體中文）http://www.smg.gov.mo/ （页面存档备份，存于） 澳門地球物理暨氣象局首頁

| 替換 碧利斯 | 太平洋颱風季名稱 馬力斯 Maliksi | 繼任 2018年 |